# ريشارد قيومجيان
ريشارد شاهان قيومجيان (مواليد 1962) هو سياسي وطبيب أسنان لبنان، ووزير الشؤون الإجتماعية بين كانون الثاني 2019 وتشرين الأول 2019.

## النشأة والدراسة
ولد ريشارد قيومجيان في بطحا بقضاء كسروان. أتمّ دراسته الثانوية بين المدرسة المركزية بجونية وثانوية القلب الاقدس بفرنسا. حصل على شهادة دكتوراه في جراحة الأسنان من جامعة القديس يوسف في 1984، ودبلوم في نفس المجال من جامعة جامعة ميريلاند في بالتيمور. يحمل أيضًا دبلوم دراسات عليا في السياسية الدولية من معهد السياسة العالمية في واشنطن.

## الحياة السياسية
ينتمي قيومجيان إلى القوات اللبنانية. كان مدير عام بيت المستقبل ورئيس مصلحة الطلاب وفرع التقدمات التربوية بين 1986 و1990. ترشح عدّة مرات للمجلس النيابي، وكان المتحدث الرسمي لحملة القوات الإنتخابية في 2009. وأُختير وزيرًا للشؤون الإجتماعية في الحكومة اللبنانية الخامسة والسبعون، بترشيح من القوّات. وشغلت المنصب بين 31 كانون الثاني 2019 حتى استقالة الحكومة في 29 تشرين الأول، واستمر بتصريف الأعمال حتى تشكيل الحكومة التالية في 21 كانون الثاني 2020.